# Zentrum für Informations- und Mediendienste (Duisburg-Essen)
Das Zentrum für Informations- und Mediendienste (ZIM) ist eine zentrale Betriebseinheit der Universität Duisburg-Essen (UDE) und der zentrale Dienstleister für IT- und Medientechnik sowie IT-Sicherheit an der UDE. Das ZIM verfolgt das Ziel, die Kernprozesse der UDE im Bereich Forschung, Lehre und Studium sowie Verwaltungsprozesse optimal mit nachhaltigen, sicheren IT- und Medientechniken, und damit den digitalen Transformationsprozess der UDE, zu unterstützen.

## Geschichte
Im Jahre 2003 wurden die beiden Universitäten Duisburg und Essen fusioniert. Im Rahmen des Fusionsprozesses wurde die zentrale Betriebseinheit ZIM gegründet. Hierzu wurden die beiden bisherigen Rechenzentren, die beiden Medienzentren und Teile der IT der Universitätsbibliothek und der Universitätsverwaltung in einer Einrichtung zusammengeführt.
Bei seiner Gründung 2005 organisierte sich das ZIM in die Geschäftsbereiche ERP Verwaltungsanwendungen, IT-Infrastruktur, Medien und Kundenservice sowie Projektmanagement und Querschnittsaufgaben.
Die Organisationsstruktur wurde zum 1. April 2014 überarbeitet, so dass das ZIM aus den folgenden fünf Geschäftsbereichen bestand: Campus- und Ressourcen-Management, IT-Infrastruktur, Kommunikations- und Informationsdienste, Kundenservice, Lerntechnologien.

## Organisation/Struktur
Seit dem 1. Januar 2025 besteht das ZIM aus den Geschäftsbereichen:
- Campus- und Ressourcen-Management
- eScience
- Informationsdienste und Identitätsmanagement
- IT-Infrastruktur
- Kundenservice
- Lerntechnologien

Unterhalb der Geschäftsbereiche organisiert sich das ZIM in einer Teamstruktur.

## Standorte
Das ZIM verteilt sich über sechs Standorte an beiden Campussen der Universität. Neben den Servicezentren für IT und Medientechnik sind die Hauptanlaufstellen für die Nutzer die beiden in den Räumlichkeiten der Universitätsbibliothek eingerichteten e-Points. An diesen zentralen Beratungspunkten erhalten die Nutzer Hilfe und Informationen zu allen Diensten.

## Tätigkeit
Die Aufgaben des ZIM umfassen Netz- und Serverbereitstellung, Betrieb der ERP-Systeme, der Systeme zur Unterstützung des Student-Life-Cycles und den zentralen Kommunikationsdiensten bis zur Entwicklung von E-Learning-Plattformen und der Medienproduktion sowie den Clustern für das Supercomputing.
Das ZIM entwickelt und betreibt seit 2012 myUDE, die Campus-App der Universität.
Vom ZIM wurde von 2010 bis 2020 der Supercomputer Cray-XT6m betrieben. Mit diesem Rechner hat sich die Universität bei Inbetriebnahme 2010 in den TOP500 der Supercomputer auf Platz 447 positioniert.
Das Nachfolgesystem magnitUDE, ein NEC-Cluster, wurde im Juni 2016 in Betrieb genommen und erreichte in diesem Jahr auf der TOP500 weltweit den Platz 280, sowie in Deutschland Platz 14. Mit dem seit Mitte 2024 betriebenen Hochleistungsrechner amplitUDE erreicht ein HPC-System der UDE zum dritten Mal in Folge die TOP 500. Dieses besonders energieeffiziente System platzierte sich in der Green500 weltweit auf dem 8. Rang.
Die vom ZIM betriebene PC-Hall der Universität ist mit 198 Computerarbeitsplätzen einer der größten universitären PC-Räume in Deutschland. Neben der Nutzung als freier Arbeitsraum werden hier PC-gestützte Klausuren mit fast 400 Teilnehmern durchgeführt. Während der Sanierung des Gebäudes R11 wurde die PC-Hall durch zwei kombinierbare Räume mit 150 bzw. 70 Arbeitsplätzen ersetzt. Auch danach werden die Räume werden weiterhin genutzt.
Zusammen mit der Universitätsbibliothek betrieb das ZIM eine gemeinsame Beratungsstelle, die E-Competence Agentur, zur Beratung zu den digitalen Diensten und Techniken. Diese wird vom ZIM als Moodle-Kompetenzzentrum fortführt.
Das Zentrum für Informations- und Mediendienste kooperiert im Rahmen der Universitätsallianz Ruhr mit den IT-Versorgungseinrichtungen der Partnerhochschulen in der Universitätsallianz Ruhr (UA Ruhr), der IT.SERVICES der Ruhr-Universität Bochum und dem IT & Medien Centrum der Technischen Universität Dortmund, und betreibt das UA-Ruhr-Zentrum für verteiltes Datenmanagement und Datensicherung.